# Bélesta, Pyrénées-Orientales
Bélesta (katalanska: Bellestar) är en kommun i departementet Pyrénées-Orientales i regionen Occitanien i södra Frankrike. Kommunen ligger i kantonen Latour-de-France som tillhör arrondissementet Perpignan. År 2022 hade Bélesta 241 invånare.

## Befolkningsutveckling
Antalet invånare i kommunen Bélesta
| Referens: INSEE |